# Schützenkönig

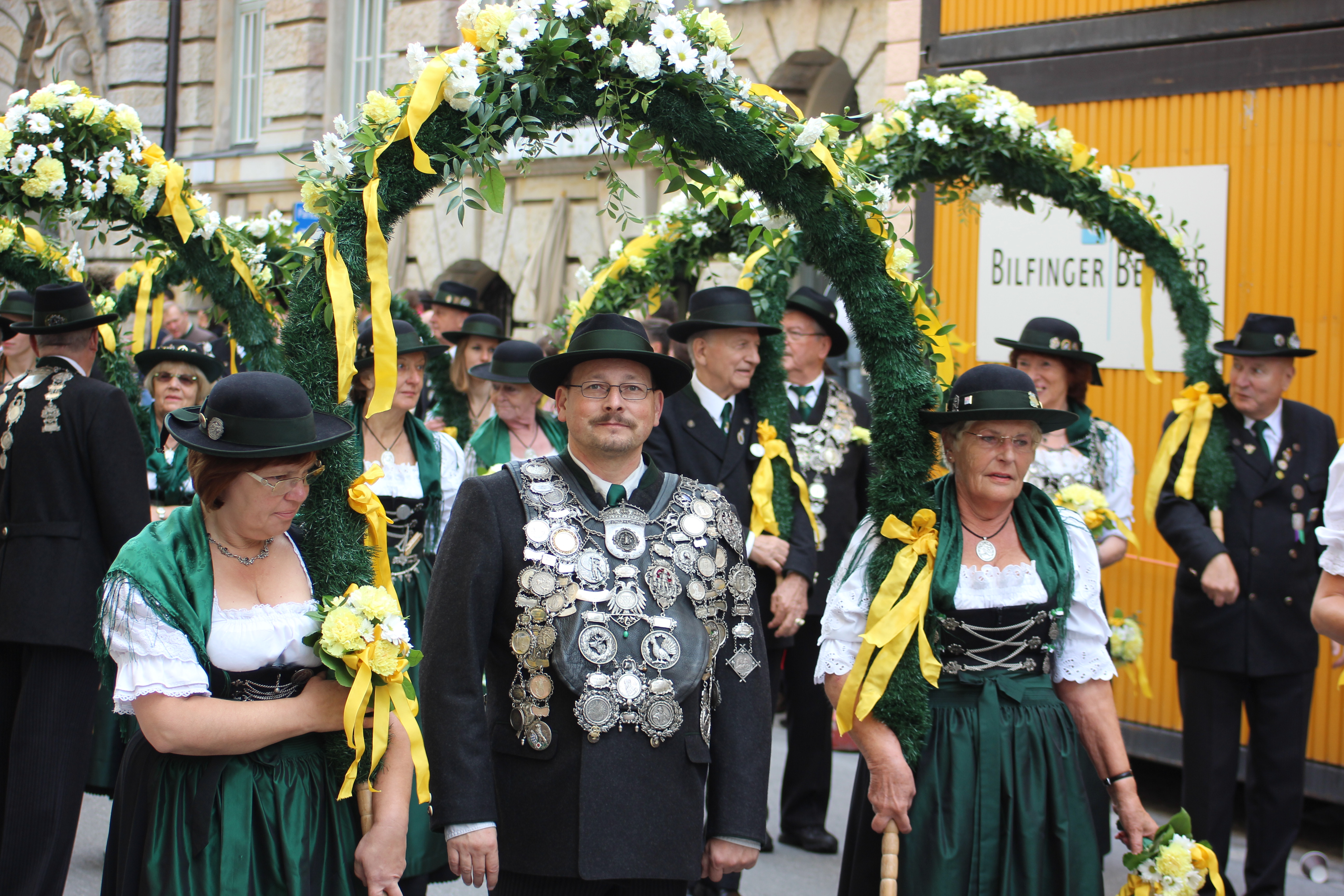
Schützenkönig, München 2013

Der Titel Schützenkönig stammt aus der Tradition des Bürgerschützenwesens. Zur Ermittlung eines neuen Schützenkönigs gibt es keine einheitlichen Regularien, sondern jeder Schützenverein legt diese selbst fest. Das Schießen um den Königstitel wird in der Regel während eines Schützenfestes durchgeführt. Für die anschließende Proklamation des neuen Schützenkönigs wird dieser von seinem Zuhause oder einem örtlichen Gasthof samt seinem Hofstaat abgeholt und in einem großen Umzug zum Festplatz oder zum Festzelt begleitet. Die Feierlichkeiten des Schützenfestes können mehrere Tage andauern.

## Ermittlung des Schützenkönigs
In den meisten Schützenvereinen können sich alle erwachsenen männlichen Mitglieder ab 18 Jahren, seltener ab 16 Jahren, am Schießen um den Königstitel beteiligen. In immer mehr Vereinen dürfen auch Frauen als gleichberechtigte Mitglieder mitschießen. Beim Schießen wird entweder auf eine normale Zehnerringscheibe geschossen, oder es werden Schießscheiben mit Wildmotiven (Reh, Fuchs, Keiler o. ä.) verwendet. Einige Schützenvereine ermitteln ihren König auch bei einem Vogelschießen. Beim Königsschießen werden in der Regel Luftgewehre oder Kleinkalibergewehre verwendet. Die Amtsdauer eines Schützenkönigs liegt in der Regel bei einem Jahr.

## Titel

### Herren
Der nach den jeweiligen Regularien ermittelte beste Schütze erhält den Titel Schützenkönig. Der zweitbeste Schütze wird häufig Erster Ritter, der drittbeste Schütze Zweiter Ritter genannt. Mancherorts wird auch oder stattdessen der Schütze des schlechtesten wertbaren Schusses als Schlumpkönig bezeichnet. Auch weitere Sonderritter, wie der Schnappritter, der bei der anschließenden Königsfeier alle noch nicht angetrunkenen Biere „wegschnappen“ darf und dann in einem Zug leertrinken muss, sind in vielen Vereinen verbreitet und werden gesondert ausgeschossen.
Bei vielen Schützenfesten ernennt der Schützenkönig teilweise auch Minister, die meist aus seinem Schützenverein oder seiner Verwandtschaft kommen.
Die Würde des Schützenkönigs wird bei einigen Vereinen nicht zwischen allen Schützen ausgetragen, sondern nur unter denen, die sich dafür in eine Liste eingetragen haben. Bei großen Schützenfesten müssen für diese Anmeldung auch die persönlichen Finanzen des Anwärters offengelegt werden, da die Regentschaft mit erheblichen Kosten für den Würdenträger verbunden sein kann.

### Damen
Traditionell wird die Ehefrau des Schützenkönigs als Schützenkönigin bezeichnet. Bis in die 1960er-Jahre war es unüblich, dass Frauen am Schießen teilnahmen. Im Zuge der Bemühungen um Gleichstellung wurde dies in den meisten Vereinen geändert. Man ging dazu über, eine Schützenkönigin durch ein eigenes Schießen zu ermitteln. Wenn dies geschieht, werden die zweit- und drittbeste Schützin als Erste Hofdame und Zweite Hofdame oder auch als Erste und Zweite Prinzessin bezeichnet.

### Jugend
Viele Vereine ermitteln für den Nachwuchs auch einen Kinderschützenkönig, Jugendschützenkönig, Jungschützenkönig, Schülerprinz oder Edelknabenkönig.

### Weitere Titel
Viele amtierende Majestäten ernennen für das auf sie zukommende Schützenjahr einen Adjutanten. Dieser unterstützt den König und besucht mit ihm als Repräsentant benachbarte Schützenfeste.
Der Volkskönig ist ein separat ausgeschossener Titel für Nicht-Vereinsmitglieder aus dem örtlichen Umfeld, der ebenfalls meist während eines Schützenfestes ausgeschossen wird.
Zusätzlich zum Königsschießen gibt es in verschiedenen Schützenvereinen auch die Möglichkeit zu einem Schießen um den Titel eines Schützenkaisers. In der Regel dürfen daran nur ehemalige Schützenkönige teilnehmen. Die Amtszeit eines Schützenkaisers dauert meist länger als die eines Schützenkönigs.

## Königshaus und Insignien

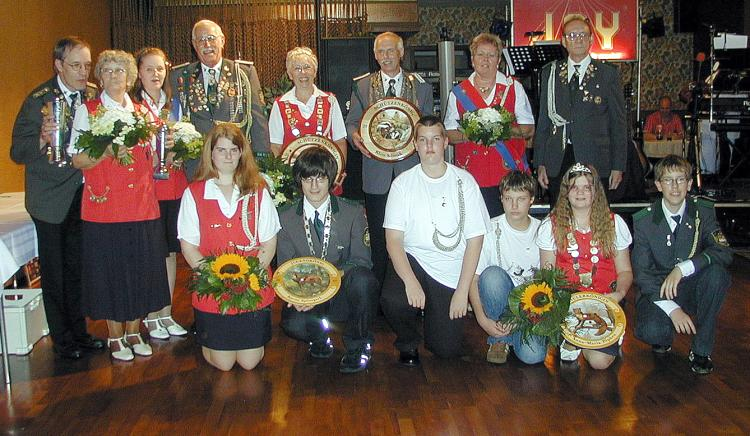
Schützenkönigshäuser mit ihren Insignien,
Brake (Unterweser) in Niedersachsen, 2007

Schützenkönig, Schützenkönigin und Jugendkönig mit ihrem Gefolge, den Rittern und Hofdamen, bilden zusammen das Königshaus.

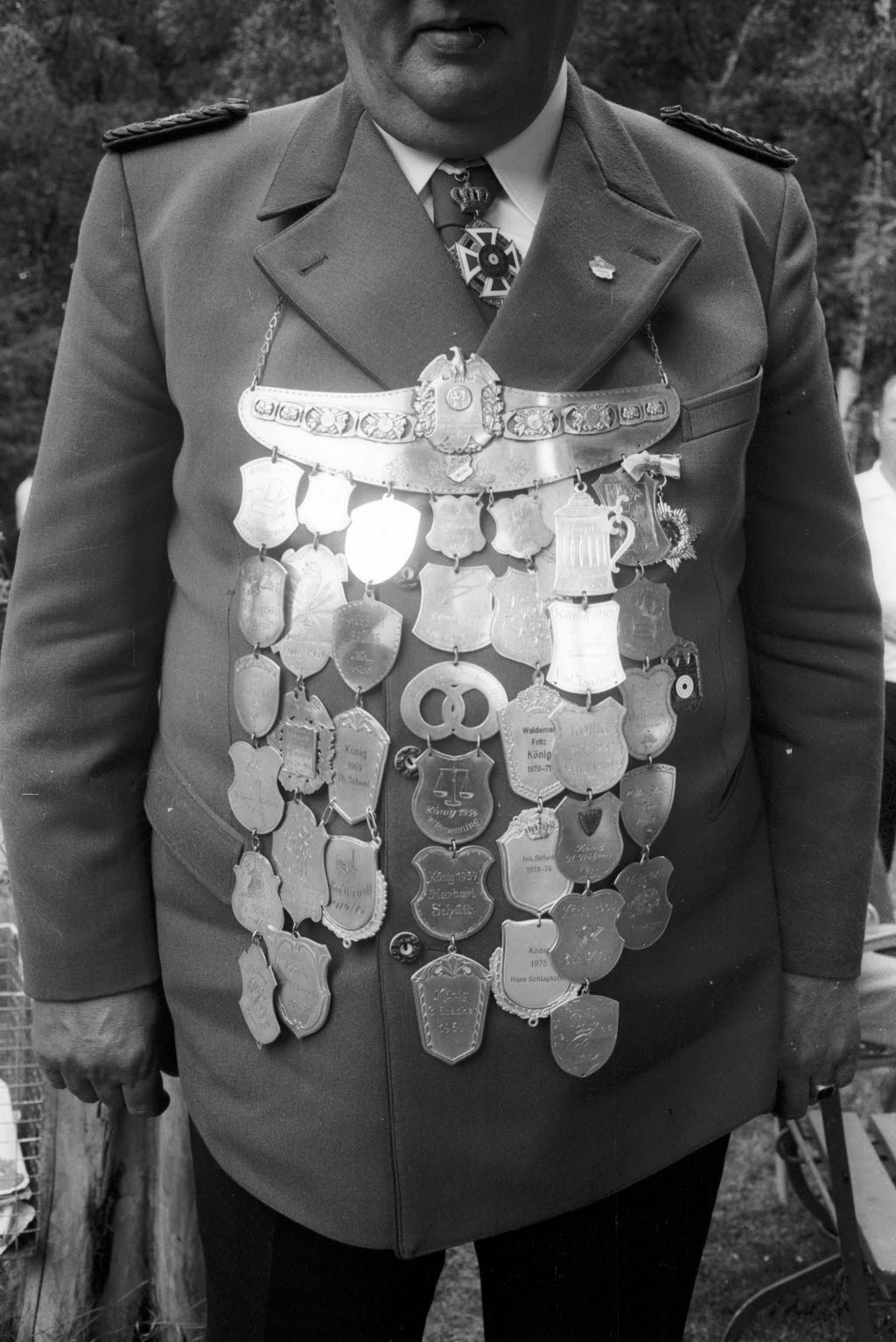
Die Königskette der Schützenvereinigung „Undine“ trägt die Namen und Berufe aller Schützenkönige seit 1928 (Aufnahme aus 1976)

Als Amtsinsignien trägt der Schützenkönig in der Regel eine Königskette, bei der auf kleinen Metallplättchen das Jahr seines Titelgewinns verzeichnet wird. Insbesondere bei Traditionsvereinen können diese Königsketten im Laufe der Zeit ein erhebliches Gewicht durch immer neue Anhängsel aufweisen.
In Bayern und Niedersachsen ist es auch verbreitet, dass eine hölzerne Königsscheibe mit dem Trefferbild des Schützenkönigs am Giebel seines Hauses angebracht wird. Bei uniformierten Schützenvereinen erhält der König eine Spange oder auch einen Orden mit Jahreszahl, die er auch nach Ablauf seiner Amtszeit als König tragen darf.
Im Vereinsleben von Schützenvereinen hat der Schützenkönig oder der Schützenkaiser heutzutage lediglich repräsentativen Charakter. In alten Zeiten war der Titelgewinn hingegen manchmal sogar mit Steuerbefreiungen verbunden. Da sich der beste Schütze von seinen Steuerabgaben „freischießen“ konnte, werden einige Schützenfeste, die sich auf diese Tradition berufen, noch heute als Freischießen bezeichnet, wie die niedersächsischen Freischießenfeste in Eldagsen, Peine und Wennigsen (Deister).
Vereinsschützenkönige können durch Teilnahme am Königsschießen der übergeordneten Schützenverbände aufsteigen und so auch auf Kreis- oder Gauebene zum „Bundesschützenkönig“ oder auf Landesebene zum „Landesschützenkönig“ werden.

## Sonstiges
Die traditionspflegenden Schützenvereine tun sich unterschiedlich schwer damit, Lebensverhältnisse ihrer Schützenkönige anzuerkennen, wenn sie im Kontrast zur traditionellen Weltanschauung stehen.
In Niedersachsen wurde 2012 ein Homosexueller Schützenkönig. Eine der größten deutschen Schützenbruderschaften verbot 2011 den Auftritt eines schwulen Königspaars.
Bei den Klever Schützen entschied man sich dafür, den Lebensgefährten des Königs „Prinzgemahl“ zu nennen. In Dormagen wurde 2009/2010 der Lebenspartner des dortigen Schützenkönigs als sein „Adjutant“ bezeichnet. In Köln wurde 2012 die schwul-lesbische Schützenbruderschaft gegründet. Die erste Majestät war hier ein König mit seinem Prinzgemahl.
Der Schützenkönig von Sönnern im Jahr 2014, Mithat Gedik, wird vom Bund der historischen deutschen Schützenbruderschaften nicht anerkannt, weil er dem Islam folgt. Die Satzung des Sönnerner Schützenvereins schließt die Mitgliedschaft von Nichtchristen eigentlich aus.

## Todesfälle
Ein tödlicher Unfall ereilte am 11. Juli 2015 den amtierenden Schützenkönig der Schützenbruderschaft St. Magnus Niedermarsberg beim traditionellen Anböllern des Schützenfestes: Teile der Vorrichtung von zwei der drei vom staatlichen Beschussamt geprüften Kanonen (gegossen in der Olsberger Hütte) aus dem Besitz der Historischen Schützen aus Obermarsberg 1843 barsten unter dem Druck der Explosion, die mit großer Wucht nach hinten geschleuderten Metallteile trafen als Einzigen in einer Gruppe von umherstehenden Personen den 30-jährigen Mann, der trotz einer Notoperation im Marsberger Krankenhaus seinen tödlichen Verletzungen erlag.